# Spordiklubi Football Club Levadia
Mittetulundusühing Spordiklubi Football Club Levadia Tallinn ou MTÜ SK FC Levadia Tallinn é um clube estoniano de futebol, com sede em Tallinn, capital do país.
Fundado em 22 de outubro de 1998 como Levadia Maardu, trocou sua denominação para a atual em 2004. Manda seus jogos no Kadrioru Stadium, cuja capacidade é de 4.700 torcedores. As cores do clube são o verde e o branco. Em sua história, conquistou 10 Meistriliigas (é o segundo maior vencedor, atrás do Flora), 10 edições da Copa da Estônia (maior vencedor da competição, levou 2 títulos como Levadia Maardu) e é octacampeão da Supercopa nacional.

## Títulos
- Meistriliiga: (11) (incluídos títulos como FC Levadia Maardu)

1999, 2000, 2004, 2006, 2007, 2008, , 2009, 2013, 2014, 2021, 2024
- Copa da Estônia: (10) (incluídos títulos como FC Levadia Maardu)

1998-99, 1999-00, 2001-02, 2003-04, 2004-05, 2006-07, 2009–10, 2011–12, 2013–14, 2017–18, 2023-24
- Supercopa da Estónia: (8)

1999, 2000, 2001, 2010, 2013, 2015, 2018, 2022

## Principais jogadores
| Estónia - Argo Arbeiter - Sergei Bragin - Aleksandr Dmitrijev - Sergei Hohlov-Simson - Andrei Krasnopjorov - Toomas Krõm - Dmitri Kruglov - Artur Kotenko - Liivo Leetma - Ivan O'Konnel-Bronin - Indro Olumets - Sergei Pareiko - Ats Purje - Eduard Ratnikov - Mati Pari - Igor Prins - Kaimar Saag - Maksim Smirnov - Mark Švets - Konstantin Vassiljev - Vladimir Voskoboinikov | Letônia - Aleksandrs Laško Lituania - Vitoldas Čepauskas - Martynas Karalius - Darius Regelskis - Modestas Stonys |

## Treinadores
| Anos      | País      | Nome                 |
| --------- | --------- | -------------------- |
| 1999-00   | Estónia   | Sergei Ratnikov      |
| 2000      | Estónia   | Ants Kommussaar      |
| 2000      | Estónia   | Eduard Võrk          |
| 2001      | Rússia    | Valeri Bondarenko    |
| 2002      | Finlândia | Pasi Rautiainen      |
| 2003      | Itália    | Franco Pancheri      |
| 2003-2008 | Estónia   | Tarmo Rüütli         |
| 2008-2010 | Estónia   | Igor Prins           |
| 2010-2011 | Estónia   | Aleksandr Puštov     |
| 2011      | Estónia   | Sergei Hohlov-Simson |
| 2012–2015 | Estónia   | Marko Kristal        |
| 2016      | Estónia   | Sergei Ratnikov      |
| 2016–2017 | Estónia   | Igor Prins           |
| 2017–     | Sérvia    | Aleksandar Rogić     |